# Conflicto de Gamonal de 2014
El conflicto de Gamonal hace referencia a una serie de protestas en forma de manifestaciones y disturbios que se sucedieron a partir del 10 de enero de 2014 en Gamonal, el barrio más extenso y con más población de la ciudad española de Burgos (aproximadamente un tercio de la población total de la ciudad), debido a la decisión del Ayuntamiento de Burgos de gastar 8,5 millones de euros en construir un bulevar sobre la calle de Vitoria, uno de los principales ejes de la urbe burgalesa.
La oposición vecinal a las obras se basaba en la falta de necesidad y el excesivo costo de las mismas, la duración de las obras, fijada en unos quince meses, la eliminación de dos carriles en la calzada, pasando de cuatro a dos, y la reducción significativa de plazas de aparcamiento gratuitas, pues se perderían trescientas plazas en superficie y se construiría un aparcamiento subterráneo de pago.
Entre el 10 y el 17 de enero se desarrollaron numerosas manifestaciones y asambleas por parte de los vecinos para conseguir la paralización de las obras. Durante algunas de esas noches, varios cientos de personas protagonizaron disturbios con la quema de contenedores y el ataque a las obras y sucursales bancarias, con un saldo de cuarenta y seis detenidos y varios heridos.  En respuesta, varios cientos de policías se desplegaron por el barrio, entre ellos unos doscientos agentes de las Unidades de Intervención Policial (fuerzas antidisturbios) de la Policía Nacional. También fueron varias las ciudades en el resto de España que acogieron manifestaciones en apoyo al barrio. 
Tras varios días de protestas y altercados, el alcalde de Burgos, Javier Lacalle, anunció primero la paralización temporal de las obras y la creación de un grupo de trabajo para intentar llegar a un consenso, para posteriormente, el día 17 de enero, anunciar el cese definitivo del proyecto en el barrio de Gamonal.

## Contexto y situación

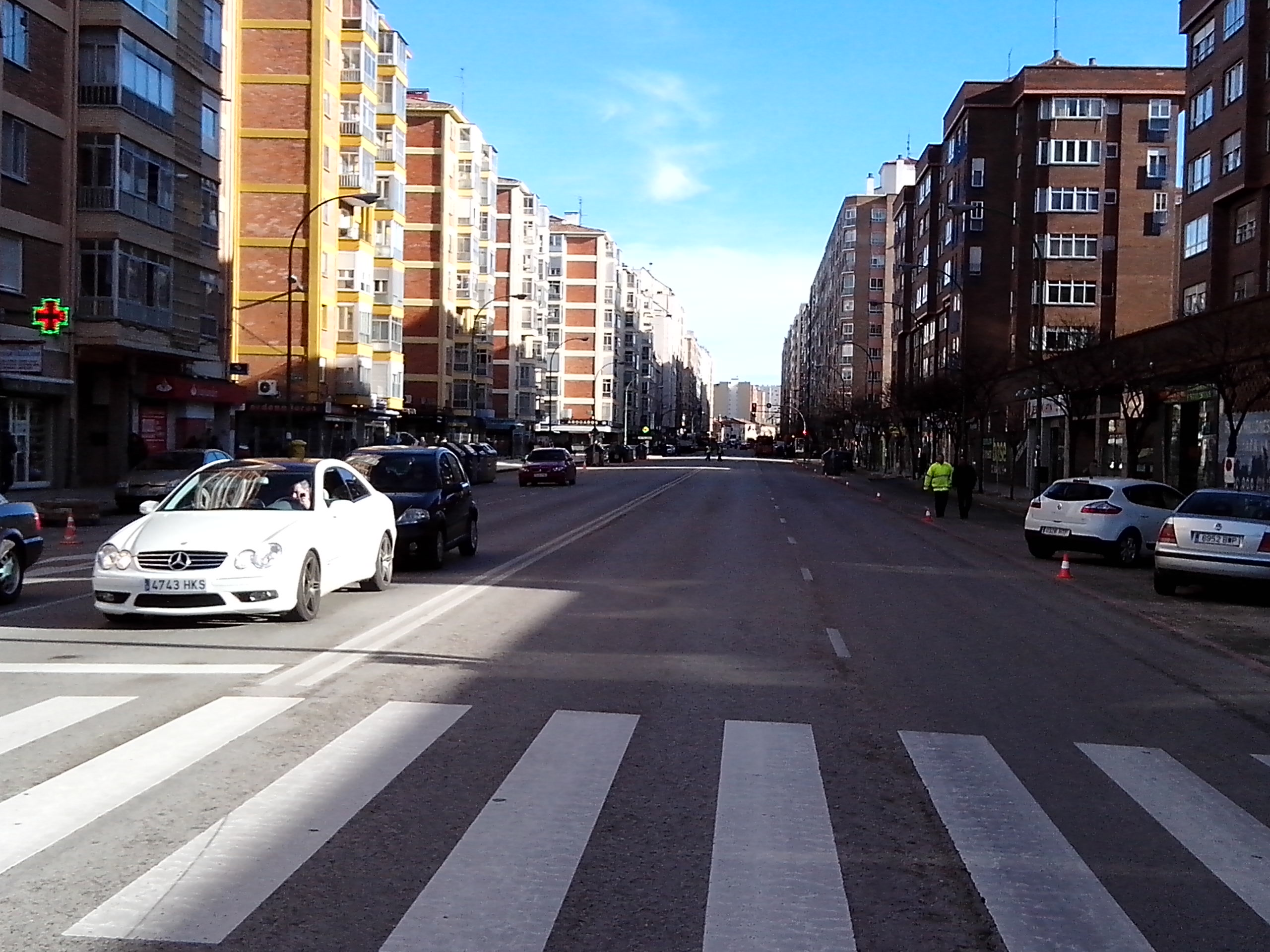
Calle Vitoria el día anterior a que comenzasen las obras, 8 de enero de 2014.

Gamonal es el barrio de mayor número de habitantes de la ciudad de Burgos, donde residen mayoritariamente obreros.  El barrio ya había vivido en años recientes situaciones de protestas y tensión similares, aunque nunca habían alcanzado tal magnitud. El conflicto surgió tras la decisión del gobierno local de construir un bulevar sobre la calle Vitoria, uno de los principales ejes de la ciudad. Una mayoría de los vecinos del barrio se mostraron rápidamente en contra de esta obra, considerada por sus detractores como una obra faraónica innecesaria e injustificada dado su elevado coste, unos 8,5 millones de euros. Otro de los principales inconvenientes es la pérdida de plazas de aparcamiento gratuitas, unas trescientas. En su lugar se crearían plazas de aparcamiento subterráneas, pero estas serían de pago y con un precio de salida de 19.800€. A esto habría que sumar que las plazas no serían en propiedad, sino en alquiler por un máximo de 40 años.
Otro punto polémico provenía del empresario que encabezaba el proyecto de reforma, Antonio Miguel Méndez Pozo, implicado en numerosas polémicas y casos de corrupción, como el Caso de la construcción, por el que fue condenado a siete años de prisión en 1992 por un delito de falsedad documental. Además, es propietario del Diario de Burgos, uno de los principales periódicos de la provincia y concesionario, junto al empresario José Luis Ulibarri —imputado en el caso Gürtel—, de la radiodifusora autonómica Radio Televisión de Castilla y León, S.A., financiada por el gobierno castellanoleonés. Méndez Pozo es señalado como uno de los principales beneficiarios de la obra. Aunque sus empresas no han sido finalmente las adjudicatarias de la construcción, sí lo serían de la dirección y de los posibles aumentos de presupuestos, de una obra cuya concesión estaría plagada de irregularidades.
El alcalde de Burgos, Javier Lacalle, perteneciente al Partido Popular, también fue objeto de las críticas por no haber tenido supuestamente en cuenta la opinión mayoritaria de los vecinos. Según el diario Último Cero, Lacalle se vio implicado en 2006 en una polémica al haber realizado un viaje a la Costa Azul francesa con todos los gastos pagados por varios constructores, encabezados por el hijo de Méndez Pozo.
A estos problemas se unieron el elevado nivel de desempleo que azota al barrio, la disminución del gasto social, la indignación fruto de la crisis económica en España y la percepción de la existencia de corrupción por parte de la población. Algunos de los vecinos declararon que la inversión en el bulevar podría destinarse a otros sectores y colectivos más desfavorecidos.

## Cronología

### 2013
Antes de que el conflicto de Gamonal trascendiera a los medios, los vecinos y asociaciones del barrio ya habían protagonizado varias acciones para pedir la paralización de los proyectos de construcción. En julio de 2013, la Asociación Vecinal las Eras de Gamonal y Cristina Bilbao Puente entregaron 3715 firmas en contra del futuro Bulevar. El 6 de noviembre de 2013, se celebró una asamblea de vecinos en la Casa de la Cultura de Gamonal. También en noviembre se celebró una manifestación que contó con la participación de más de 3000 personas.

### 2014
- 9 de enero

Se realizó el corte al tráfico de la calle Vitoria y el vallado perimetral de lo que iba a ser la primera fase de la obra, que en los días posteriores sería conocido como "zona cero". 
Durante la tarde-noche se produjo una concentración entre las calles Vitoria y San Bruno de cien vecinos cortando el tráfico, en protesta contra la obra del bulevar. Tras dos horas de manifestación la protesta se disolvió pacíficamente.
- 10 de enero

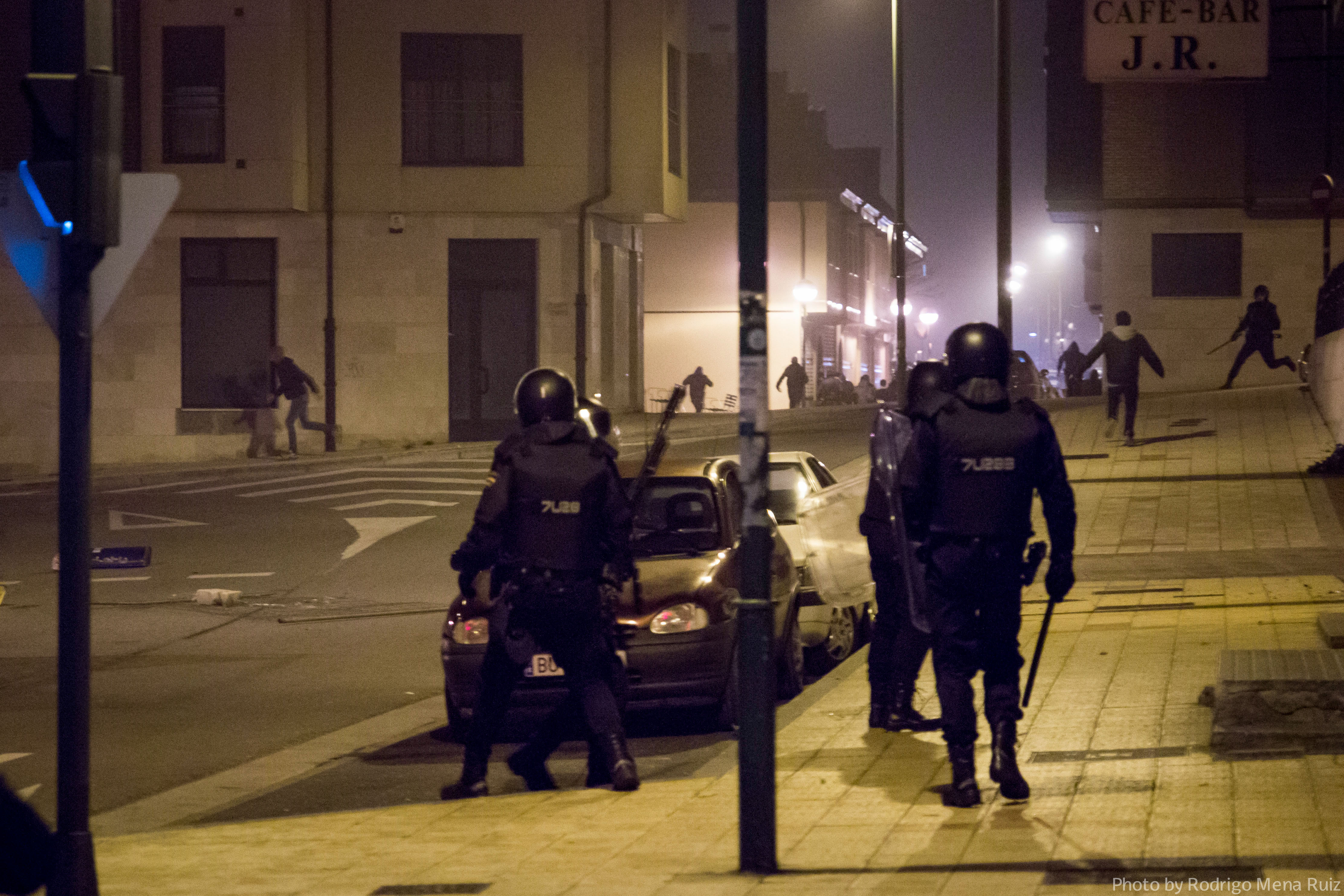
Cargas policiales en el barrio de Gamonal durante la noche del 11 de enero.

Al término de la jornada de trabajo de los operarios de obra, grupos de vecinos se reunieron frente a la entrada de la obra para tratar de impedir el paso de la maquinaria. Fueron desalojados por la fuerza por agentes de la policía Local y de la policía nacional. Esto produjo que empezara a reunirse gente y se trasladaran desde las inmediaciones de la obra hasta el cruce de la calle Vitoria con la carretera Logroño.
Allí permanecieron durante unas horas, vigilados por las unidades antidisturbios de la policía nacional en una tensa calma, hasta que a las 22 horas se produjo un lanzamiento de piedras por parte de los manifestantes y la policía respondió con una carga que disolvió la concentración, pero trasladó a los alborotadores al lado contrario de la zona vallada, empezando a realizar actos vandálicos, como vuelco de contenedores, quema de estos, derribo del vallado de obra, destrozo de mobiliario público y rotura de una luna de una entidad bancaria. Una hora más tarde, las unidades antidisturbios acudieron a la zona de los destrozos y se enfrentaron con los alborotadores, realizándose diecisiete detenciones entre ellos un menor de edad, y varios heridos.
- 11 de enero

Tras los hechos de la noche anterior, a primera hora de la mañana los servicios de limpieza restauraron la situación normal de la calle y los operarios de la constructora volvieron a levantar el vallado de obra.
Por la tarde se produjo una manifestación de más de mil personas desde la zona de obras hasta la comisaría de policía nacional para pedir la libertad de los detenidos. Tras volver al punto de partida, la manifestación se disolvió, permaneciendo en la zona un grupo de doscientas personas, que empezó a repetir los actos vandálicos del día anterior, con vuelco y quema de contenedores, destrozo de mobiliario público, rotura de ventanas de la comisaría de policía local del barrio, derribo del vallado de obra y rotura de lunas de tres entidades bancarias. Volvieron a actuar las unidades antidisturbios, con el resultado de veintitrés detenidos y doce heridos.
- 12 de enero

En la tarde se inició una marcha, a la que concurrieron cerca de 3500 personas, en la confluencia de las calles Vitoria y San Bruno y se dirigieron a la sede del grupo Promecal. Posteriormente regresaron al punto de partida y comenzaron a tumbar las vallas que protegen las obras, luego movieron varios contenedores hasta la mitad de la calle Vitoria y los incendiaron y causaron importantes daños en una oficina del Banco Santander. La policía se abstuvo de intervenir contra los manifestantes a pesar de los destrozos notables.
- 13 de enero

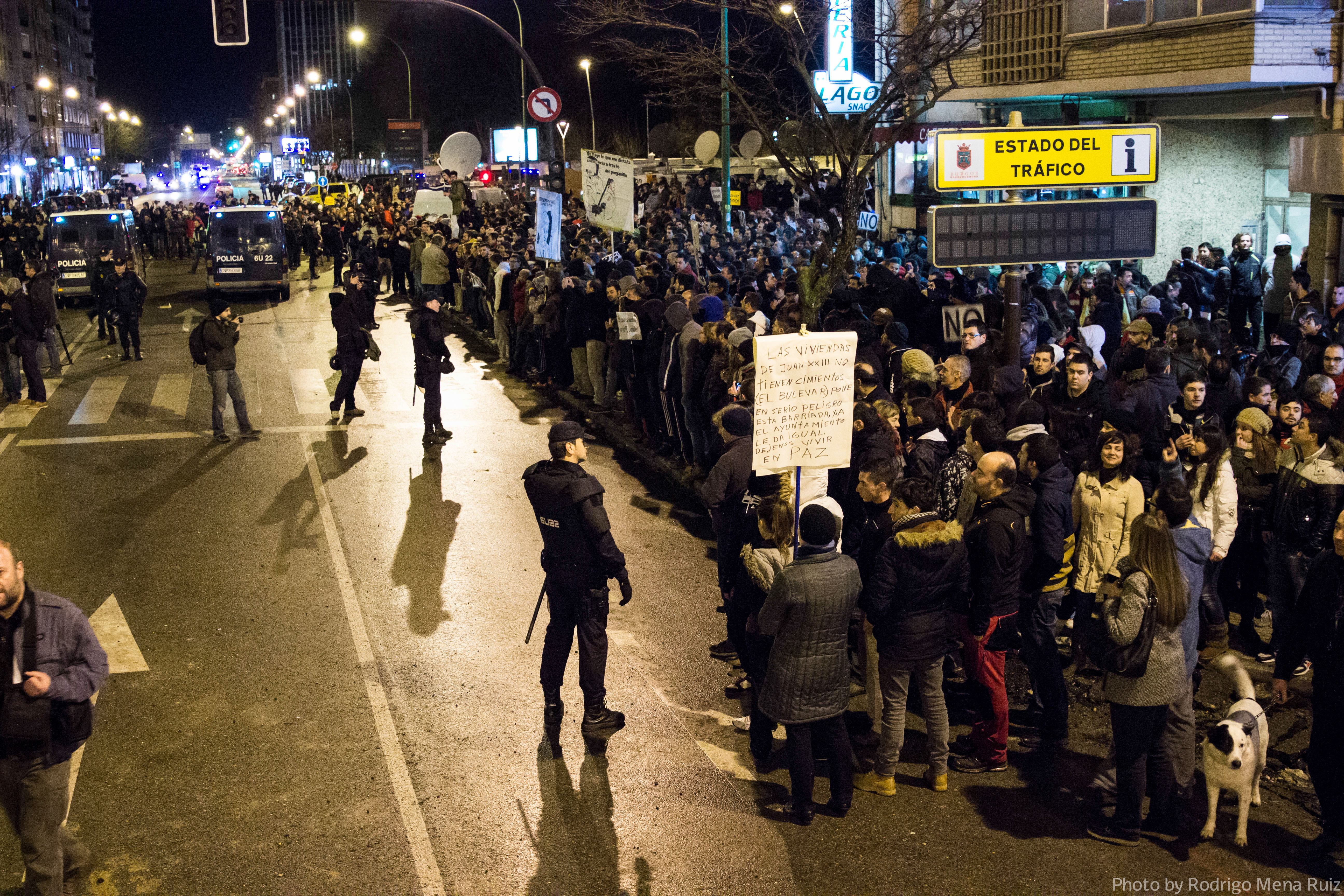
Manifestación en la calle Vitoria la tarde-noche del 14 de enero.

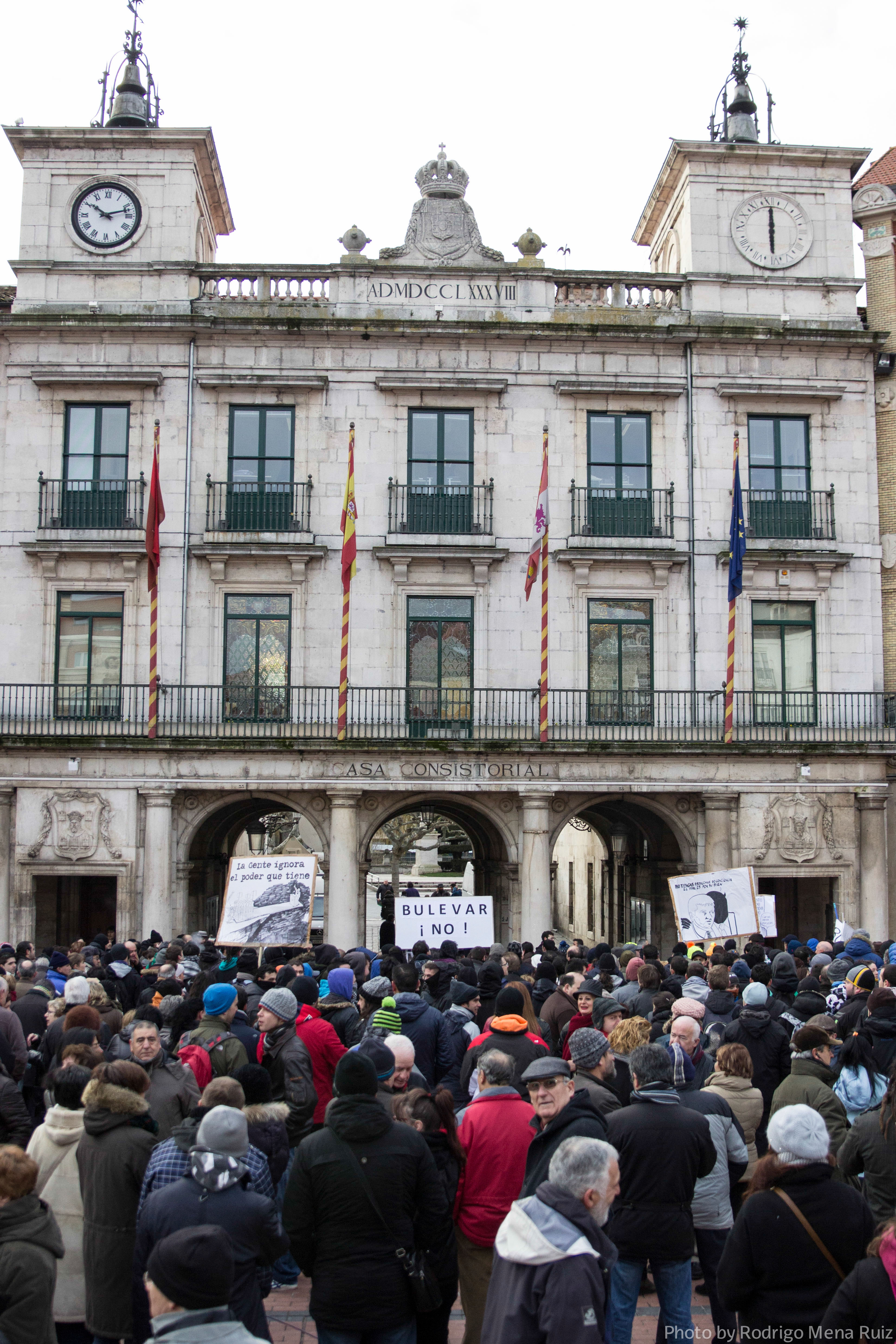
Manifestación frente al Ayuntamiento de Burgos, 17 de enero.

Para el 13 de enero de 2014 fue convocada por los vecinos de Gamonal una sentada a partir de las 06:30 para impedir el avance de las máquinas. Hacia la una de la tarde seguían allí. El Partido Castellano (PCAS) exigió la "inmediata" dimisión de Javier Lacalle, insistiendo que demostró una "evidente incapacidad" para solucionar y negociar una salida pacífica al conflicto. El Partido Castellano asegura que Lacalle mostró una "absoluta intransigencia", lo cual le impidió negociar con el sector de la sociedad que rechazó el proyecto del Bulevar del barrio de Gamonal.
- 14 de enero

En vista de que los disturbios no habían cesado, la dirección de la Policía Nacional envió a un grupo procedente de Madrid de la Unidad de Intervención Policial (UIP), este grupo estuvo compuesto por cincuenta policías antidisturbios. Tras cuatro noches de enfrentamientos, la cantidad de policías destacados en Gamonal se elevó a doscientos. Luis Escribano, portavoz del Grupo Socialista en el ayuntamiento de Burgos, solicitó la dimisión del alcalde Javier Lacalle, si no actuaba para encontrar soluciones al conflicto.
Por la tarde, el primer edil burgalés anunció la paralización temporal de las obras del bulevar para abrir un proceso de diálogo. A pesar de la noticia, los vecinos no desconvocaron las protestas e insistieron en que estas se mantendrían de forma indefinida hasta que se paralizase de manera definitiva, al desconfiar de las manifestaciones del alcalde y pensar que sólo se trataba de un aplazamiento temporal para que se calmasen los ánimos y continuar con el proyecto poco tiempo después.
- 15 de enero

Pese al anuncio del alcalde del día anterior de la paralización "temporal" de las obras, los vecinos desconfiaban de dicho anuncio y volvieron a concentrarse a las 6:30 AM para impedir una posible entrada de las máquinas a la obra. Por la tarde continuaron las manifestaciones en contra del proyecto.
- 16 de enero

Los vecinos dejaron de acudir de madrugada para evitar la entrada de maquinaria de obra, pero mantuvieron las concentraciones matinales y vespertinas. Además se prepararon para acudir al día siguiente al centro de la ciudad, donde se debatía el futuro de la obra.
- 17 de enero

El 17 de enero se celebró un pleno extraordinario en el Ayuntamiento de Burgos en donde se rechazó, con los votos en contra del Partido Popular, la propuesta de los partidos de la oposición de renunciar definitivamente a la realización de la obra. La celebración del pleno, en donde se debatieron también los actos de violencia ocurridos los días anteriores, estuvo seguida por una manifestación de dos mil personas en la puerta del Ayuntamiento.
La tarde del mismo día del pleno, Javier Lacalle convocó una rueda de prensa en donde anunció la suspensión definitiva de las obras en el barrio de Gamonal y la restitución de la calle Vitoria al estado anterior. Defendió el cambio de postura con el fin de mantener la paz social en la ciudad.

### Reacciones y consecuencias
Con motivo de la paralización de las obras, el día 17 se realizaron manifestaciones y protestas en varios puntos del país como Madrid, Vitoria, San Sebastián, Bilbao, Santander, Zaragoza, Valencia, Alicante, Barcelona, La Coruña, Oviedo, Palencia y Valladolid en apoyo a los vecinos de Gamonal, y en las que se produjeron diferentes altercados y detenciones.
El 11 de enero de 2017, marcando el tercer aniversario de las protestas, se publicó el libro Gamonal. La historia desde abajo. Sus autores son el periodista Marcos Erro García y el politólogo José Medina Mateos, con prólogo del filósofo César Rendueles. El libro llega tras dos años y medio de investigación y más de treinta entrevistas. Fue presentado en la Sala Polisón del Teatro Principal en Burgos.